# مسعود جمعه
مسعود جوما چوکا (زاده ۳ فوریه ۱۹۹۶) بازیکن فوتبال اهل کنیا است که در پست مهاجم برای تیم ملی کنیا بازی می‌کند.

## باشگاه‌های حرفه ای

### سالهای اولیه
فوتبال را در مدرسه ابتدایی تومانی شروع کرد. سپس تیم در تیم مدرسه متوسطه ایزولو براکتز خود را به مسابقات قهرمانی مدارس بین نظامی کوکاکولا/افکو هدایت کرد، جایی که با پنج گل به عنوان بهترین بازیکن مسابقات انتخاب شد. در این مدت، او همچنین برای ایسیولو یوث اف سی، در دسته پنجم لیگ قهرمانان شهرستان کنیا حضور داشت. سپس به اف کی اف بخش وان پیوست. باشگاه کامبکیا کریستین سنتر اف سی برای مدت کوتاهی قبل از پیوستن مجدد به باشگاه جوانان ایسیولو در فوریه ۲۰۱۴.

### فوتبال حرفه
او به زودی توسط تیم ملی سوپر لیگ کنیا شبانه در طی یک استعدادیابی ملی که در کاسارانی برگزار شد، کشف شد.در طول فصل ۲۰۱۴، جوما در مدت سه ماه پنج گل به ثمر رساند، که با دنیس اولیچ، مهاجم افسانه ای کنیایی مقایسه می‌شود. That summer, after being در آن تابستان، جوما پس از پیوند با چندین باشگاه برتر، قراردادی دو ساله با تیم لیگ برتر کنیا بندری امضا کرد. After struggling in the second جمعه پس از کشمکش در نیمه دوم سال، فصل ۲۰۱۵ را با وعده شروع کرد. با این حال، در یک مسابقه در برابر شکر سونی در ماه آوریل، او دچار آسیب دیدگی مچ پا شد که او را به مدت پنج ماه دور نگه داشت. به‌طور تصادفی، این اتفاق درست پس از فراخوانی به تیم ملی زیر ۲۳ سال کنیا رخ داد. او تا سپتامبر به بازی برگشت و به بندری کمک کرد تا فصل را به پایان برساند تا در جایگاه چهارم به پایان برسد. در جریان فینال جام ریاست جمهوری اف کا اف ۲۰۱۵ در دسامبر، جوما هشت دقیقه پس از جایگزینی فرید محمد گلزنی کرد تا پیروزی ۴بر۲ بندری مقابل ناکومات را قطعی کند.
علیرغم نمایش قوی خود پس از بازگشت از مصدومیت، جمعه زمان زیادی برای بازی در نیمه اول فصل ۲۰۱۶ دریافت نکرد، عمدتاً به دلیل خرید دن سرونکوما، ادوین لاواتسا و مشاک کارانی در ژانویه. He made it known through او از طریق رسانه‌های اجتماعی اعلام کرد که قصد دارد تیم دیگری را در نزدیکی پنجره نقل و انتقالات میان فصل پیدا کند. اگرچه مدیر فنی ادوارد اودور سعی کرد این گزارش‌ها را رد کند، جمعه به زودی با سونی شکر مرتبط شد و در نهایت در ژوئن با آنها قرارداد امضا کرد. او اولین گل خود را با تیم جدید خود در ششمین بازی فصل خود در برابر وسترن استیما به ثمر رساند. اقامت او در سونی شکر با «تمایلش به ضربات دیدنی» برجسته شد، که به او کمک کرد سهام خود را در چشم بسیاری از تیم‌های سراسر لیگ بهبود بخشد. او همچنین توجه استنلی اوکامبی سرمربی تیم ملی کنیا را به خود جلب کرد و او را در ماه ژوئن به تیم دعوت کرد.
او در ژانویه ۲۰۱۷ توسط تیم تازه صعود کرده به لیگ برتر کوسه‌های کاریوبانگی انتخاب شد. او در رقابت‌های جام جام ریاست جمهوری ۲۰۱۷ پنج گل به ثمر رساند، از جمله دو گل در نیمه نهایی مقابل سونی شکر تا اولین حضور کوسه‌ها در فینال‌ها را تضمین کند، جایی که در نهایت به ای اف سی لئوپارد شکست خوردند. او همچنین کفش طلای لیگ برتر را با به ثمر رساندن ۱۸ گل به عنوان آقای گل لیگ در آن فصل به دست آورد. و تیم کوسه‌ها در جایگاه سوم قرار گرفت.
باشگاه‌های سوئدی AIK و Jönköpings Södraبه دنبال آن تیم آفریقای جنوبی Bidvest Wits در ژوئیه،اما او توسط کیپ تاون سیتی در ۲ ژانویه ۲۰۱۸.
در ۲۲ سپتامبر، جمعه با باشگاه ورزشی الفجیرهٔ امارات در امارات متحده عربی قرارداد امضا کرد.
در ۲۶ فوریه ۲۰۱۹، جمعه به قهرمان لیبی النصر بنغازیپیوست.
در ۲۹ ژانویه ۲۰۲۳، جمعه به صورت قرضی از دیفا حسنی الجدیدی به باشگاه عربستان سعودی الفیصلی پیوست.۸ ژوئیه ۲۰۲۳، جمعه به باشگاه عربستان سعودی جبلین پیوست.

## آمار باشگاهی
| باشگاه     | دسته       | فصل        | لیگ  | لیگ | جام حذفی | جام حذفی | آسیا | آسیا | سوپر جام | سوپر جام | مجموع | مجموع |
| باشگاه     | دسته       | فصل        | بازی | گل  | بازی     | گل       | بازی | گل   | بازی     | گل       | بازی  | گل    |
| ---------- | ---------- | ---------- | ---- | --- | -------- | -------- | ---- | ---- | -------- | -------- | ----- | ----- |
| استقلال    | لیگ برتر   | ۰۴–۱۴۰۳    | ۱۱   | ۲   | ۴        | ۱        | ۲    | ۰    | –        | –        | ۱۷    | ۳     |
| مجموع آمار | مجموع آمار | مجموع آمار | ۱۱   | ۲   | ۴        | ۱        | ۲    | ۰    | –        | –        | ۱۷    | ۳     |

## آمار ملی

### بازی‌های ملی
تا تاریخ ۲۳ مارس ۲۰۲۵
| کنیا  | کنیا | کنیا | کنیا |
| سال   | بازی | گل   |      |
| ----- | ---- | ---- | ---- |
| ۲۰۱۷  | ۷    | ۳    |      |
| ۲۰۱۹  | ۲    | ۰    |      |
| ۲۰۲۰  | ۳    | ۱    |      |
| ۲۰۲۱  | ۴    | ۱    |      |
| ۲۰۲۳  | ۶    | ۳    |      |
| ۲۰۲۵  | ۲    | ۰    |      |
| مجموع | ۲۴   | ۸    |      |

### گل‌های ملی
| شماره | تاریخ          | میزبان   | بازی ملی | حریف     | نتیجه | رقابت                          |
| ----- | -------------- | -------- | -------- | -------- | ----- | ------------------------------ |
| ۱     | ۳۱ اوت ۲۰۱۷    | اگادیر   | ۲        | موریتانی | ۱–۱   | دوستانه                        |
| ۲     | ۳ دسامبر ۲۰۱۷  | کاکامگا  | ۵        | رواندا   | ۲–۰   | دوستانه                        |
| ۳     | ۱۷ دسامبر ۲۰۱۷ | ماچاکوس  | ۷        | تانزانیا | ۲–۲   | دوستانه                        |
| ۴     | ۱۱ نوامبر ۲۰۲۰ | نایروبی  | ۱۱       | کومور    | ۱–۱   | مقدماتی جام ملت‌های آفریقا ۲۰۲۱ |
| ۵     | ۲۹ مارس ۲۰۲۱   | لومه     | ۱۴       | توگو     | ۲–۱   | مقدماتی جام ملت‌های آفریقا ۲۰۲۱ |
| ۶     | ۱۶ اکتبر ۲۰۲۳  | آق‌سو     | ۲۰       | روسیه    | ۲–۲   | دوستانه                        |
| ۷     | ۱۶ نوامبر ۲۰۲۳ | فرانسویل | ۲۱       | گابن     | ۱–۲   | مقدماتی جام جهانی ۲۰۲۶         |
| ۸     | ۲۰ نوامبر ۲۰۲۳ | آبیجان   | ۲۲       | سیشل     | ۵–۰   | مقدماتی جام جهانی ۲۰۲۶         |

## افتخارات
بندری
- جام رئیس‌جمهور FKF: ۲۰۱۵
- سوپر جام کنیا: ۲۰۱۶

کنیا
- جام CECAFA: ۲۰۱۷

استقلال
- قهرمانی جام حذفی: ۰۴–۱۴۰۳

انفرادی
- لیگ برتر کنیا بهترین گلزن: ۲۰۱۷

## زندگی شخصی
جمعه طرفدار آرسنال است.